# Baby (Aya Nakamura)
Baby è un singolo della cantante francese Aya Nakamura, pubblicato il 12 gennaio 2023 come secondo estratto dal quarto album in studio DNK.

## Video musicale
Il video musicale è stato reso disponibile in concomitanza con la pubblicazione del brano.

## Tracce
Testi e musiche di Aya Nakamura e Max et Seny.
1. Baby – 2:47

## Formazione
- Aya Nakamura – voce
- Max et Seny – produzione

## Classifiche

### Classifiche settimanali
| Classifica (2023) | Posizione massima |
| ----------------- | ----------------- |
| Belgio (Vallonia) | 8                 |
| Francia           | 2                 |
| Lussemburgo       | 15                |
| Svizzera          | 22                |

### Classifiche di fine anno
| Classifica (2023) | Posizione |
| ----------------- | --------- |
| Francia           | 16        |